# Шарлије
Шарлије (фр. Charlieu) насеље је и општина у источној Француској у региону Рона-Алпи, у департману Лоара која припада префектури Роан.
По подацима из 2011. године у општини је живело 3717 становника, а густина насељености је износила 554,78 становника/km². Општина се простире на површини од 6,7 km². Налази се на средњој надморској висини од 265 метара (максималној 378 m, а минималној 268 m).

## Демографија
| 1962. | 1968. | 1975. | 1982. | 1990. | 1999. | 2011. |
| ----- | ----- | ----- | ----- | ----- | ----- | ----- |
| 4.911 | 4.923 | 4.789 | 4.322 | 3.727 | 3.582 | 3.717 |

График промене броја становника у току последњих година